# Météorite de Shelter Island
La météorite de Shelter Island  a été découverte sur Mars par le rover Opportunity le 1er octobre 2009. Elle fait environ 27 centimètres de long.